# Herb Kościerzyny
Herb Kościerzyny – jeden z symboli miasta Kościerzyna w postaci herbu.

## Wygląd i symbolika
Herb przedstawia czarnego niedźwiedzia kroczącego w heraldycznie lewą stronę po murawie pod drzewem dębowym czarnym z pięcioma zielonymi listkami.

## Historia
Wizerunek herbowy wywodzi się od kościerskiej legendy. Mówi ona o jednym z mieszkańców miasta, który zabił groźnego niedźwiedzia, a wydarzenie miało miejsce pod dębem.